# Joseph Boutet
Pour les articles homonymes, voir Boutet.
 (février 2021).
Joseph Boutet est un oblat bénédictin, connu pour sa traduction du Pastoral de Saint Grégoire le Grand.

## Quelques ouvrages
- Mémento de vie spirituelle
- Manuel des ordinations
- Saint-Cyprien évêque de Carthage et martyr, Avignon, Aubanel frères, 1923.
- De la conduite des vierges (traduction annotée)